# Іонов Олексій Максимович
Олексі́й Макси́мович Іо́нов (23 березня 1895, місто Санкт-Петербург, тепер Російська Федерація — 12 вересня 1962, місто Москва, тепер Російська Федерація) — радянський діяч, голова Новгородського губвиконкому, відповідальний секретар Новгородського губернського комітету РКП(б), директор Східно-Сибірського (Іркутського) сільськогосподарського інституту. Кандидат історичних наук (1950), доцент. Член ВУЦВК.

## Життєпис
Народився в багатодітній робітничій родині. Батько був вихідцем із селян Смоленської губернії, мати працювала ткалею. У 1905 році Олексій Іонов закінчив трирічну заводську школу і з 1906 року почав працювати в Санкт-Петербурзі.
Член РСДРП з 1910 року.
Зазнав гонінь за революційну діяльність, сім разів був заарештований, перебував в адміністративному засланні в селі Поддуб'є Смоленської губернії та під наглядом поліції. Співпрацював із газетами «Звезда» та «Правда», був на підпільній роботі.
У 1916 році призваний до російської армії, Лютневу революцію 1917 року зустрів рядовим Сибірського телеграфного запасного батальйону.
З серпня 1917 року — голова Центрального Правління селянських земляцтв Петрограда. На другому та третьому з'їздах Рад обирався членом ВЦВК. Учасник Жовтневого перевороту 1917 року.
З 1918 року служив у Червоній армії, був військовим комісаром бригади 3-ї армії Східного фронту та військовим комісаром дивізії 7-ї армії.
У 1919 році — інструктор ЦК РКП(б) у Новгородській губернії. З червня по листопад 1919 року — голова виконавчого комітету Новгородської губернської ради. Одночасно з серпня по листопад 1919 року — відповідальний секретар Новгородського губернського комітету РКП(б).
З квітня 1920 року — завідувач організаційного відділу ЦК КП(б) України в Харкові.
У січні 1921 — листопаді 1923 року — голова Новгородської губернської ради профспілок. У грудні 1923 року у зв'язку із загостренням туберкульозу відряджений до Одеси.
У грудні 1923 — 1925 року — голова Одеської губернської ради профспілок.
Після ліквідації Одеської губернії восени 1925 року був відкликаний до Москви й направлений на навчання на курсах марксизму при ЦК РКП(б), після закінчення яких працював до серпня 1930 року відповідальним інструктором ВЦРПС.
Із серпня 1930 по квітень 1933 року — слухач історико-партійного інституту Червоної професури. Одночасно викладав історію партії у Комуністичному університеті трудящих Сходу.
У квітні — листопаді 1933 року — начальник політичного відділу Чистопольської машинно-тракторної станції Татарської АРСР. 
У листопаді 1933 року рішенням ЦК ВКП(б) відправлений працювати у Східний Сибір, де призначений начальником політичного відділу сектору машинно-тракторних станцій (МТС) Народного комісаріату землеробства Бурят-Монгольської АРСР. До березня 1935 року працював заступником начальника політичного сектору Східно-Сибірського крайового земельного відділу.
У березні 1935 року наказом Народного комісаріату землеробства СРСР призначений директором Східно-Сибірського (Іркутського) сільськогосподарського інституту (нині Іркутська державна сільськогосподарська академія). Був професором соціально-політичних наук, першим завідувачем кафедри філософії.
19 серпня 1937 року заарештований органами НКВС, звільнений 8 квітня 1940 року. Реабілітований.
З 1940 року — доцент кафедри основ марксизму-ленінізму Московського інституту землеустрою. Слухач Військово-політичного училища імені Леніна.
У квітні 1942 — серпні 1944 року — начальник соціально-економічного циклу Уфимського піхотного училища РСЧА, майор. З серпня 1944 року — начальник соціально-економічного циклу Московського вогнеметного училища, майор.
Потім працював викладачем Вищої школи ВЦРПС та Московського педагогічного інституту.
З 1950 року — завідувач кафедри марксизму-ленінізму Московського автомеханічного інституту.
Помер 12 вересня 1962 року в Москві.

## Звання
- майор